# قصر المربع
قصر المربع أحد القصور التاريخية الواقعة بمدينة الرياض.

## مرحلة البناء

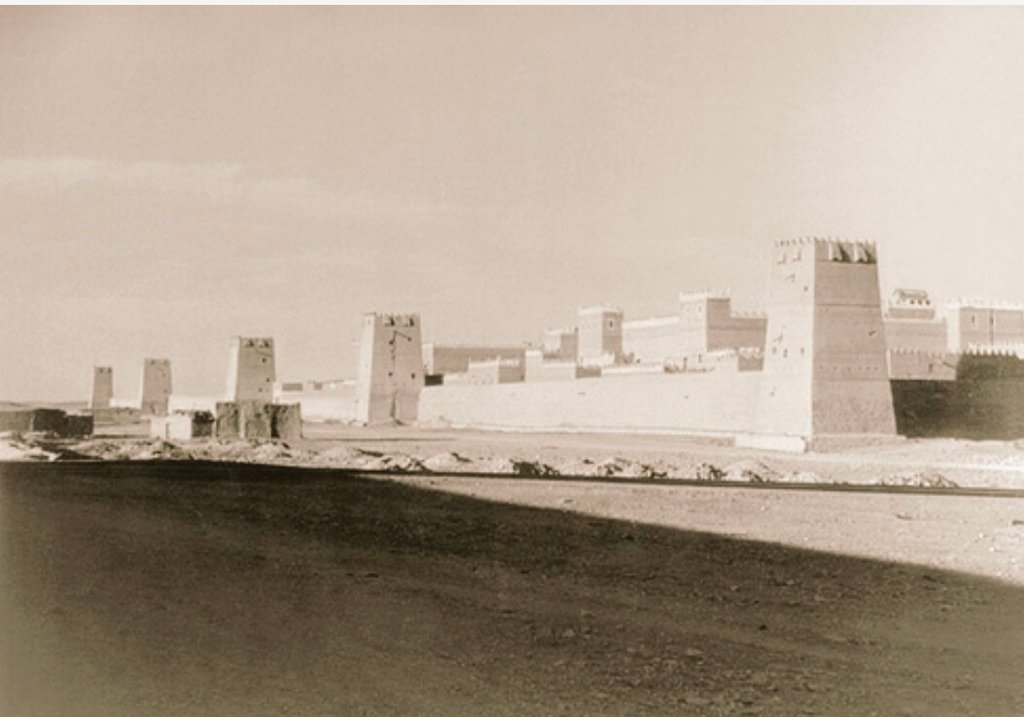
واجهة قصر المربّع كما تبدو عام 1950م.

حين فتح الملك عبد العزيز مدينة الرياض في الخامس من شهر شوال سنة 1319هـ الموافق 15 يناير 1902م، واستولى على قصر المصمك، أقام بعدها في قصر الديرة مع أسرته، ولما بدأت الرياض تتطور ويكثر سكانها اختار المنطقة الواقعة خارج السور الشمالي للرياض وتعرف آنذاك بأبو رفيع والتي عُرفت فيما بعد باسم المربع، وقد بنى فيها الملك عبد العزيز أول قصر بعام 1356هـ بعد أن هلت بشائر استخراج البترول، وبالفعل تم تجهيزه لاستقبال الملك في شعبان عام 1357هـ وانتقل إليه من قصر الديرة، وفي عام 1358هـ وضعت اللوحة التذكارية على مدخل القصر، وبدأت حركة البناء في منطقة المربع عام 1356هـ واستمرت حوالي عشر سنوات، وفي عام 1366هـ تم استكمال الشكل العام للمدينة الملكية، وشُيدت أسوارها وأبراجها المربعة الشكل ومنا هنا جاءت تسمية المنطقة بالمربع.

## أقسام القصر
- الدور الأرضي الذي يحتوي على ستة عشر غرفة مخصصة لحراس الديوان الملكي والخويا الذين يقومون بخدمة الملك عبد العزيز، على سبيل المثال غرفة 14-15-16 لرئيس ونائب ومساعد رئيس الحرس الملكي الخاص ورجاله، وغرفة رقم 6 لإعداد القهوة وتمتاز بكبر المساحة وتوفر موقد ووجار لحفظ القهوة ومستلزماتها، وغرفة رقم 9 للمسؤول عن المصعد الكهربائي، وغرفة رقم 12 خُصصت لتبريد الماء فترة الصيف عبر وضع قرب الماء المصنوعة من الجلد بسقف الغرفة.
- الدور العلوي يتألف من قاعتان رئيسيتان، القاعة الكبرى يبلغ ارتفاعها 20 قدم ويتوسطها ثلاثة أعمدة ومبنية من الحجارة التي تعلوها الجص والزخارف ويرتكز عليها السقف، وتعتبر القاعة الكبرى مجلس لاستقبال الزوار وللملك توجد اغراضه كالهاتف والمكتب والكرسي والطاولة، ، وقاعة صغرى فيها مجلس مختصر في فصل الشتاء تستوعب 50 رجلاً.
- السطح يوجد فيه غرفة خاصة لتبريد الماء بواسطة قرب الماء حيث تتواجد فيها عدة فتحات للتهوية من الجهة الشرقية والشمالية، أما الجزء الشمالي من السطح يُستخدم كمجلس صيفي للملك عبد العزيز.[2]

## وقائع وأحداث
زخر ديوان الملك عبدالعزيز «قصر المربع»، بعدد من الوقائع الهامة والأحداث الرئيسية في تاريخ المملكة، منها استقبال الملك لعدد من ملوك ورؤساء دول العالم، واحتضان أروقته بعض القرارات الملكية الخاصة بإنشاء وزارة الدفاع، والإذاعة السعودية، والمدارس النظامية، ومؤسسة النقد، وإصدار العملة السعودية، إضافة إلى قرارات الدولة الإدارية المتعلقة بأنظمة البرق، وجوازات السفر، والطرق والمباني، والتقاعد، والغرف التجارية، والعمل والعمال.

## ترميم القصر
قامت مؤسسة التراث بالعمل على ترميم مبنى قصر المربع، وقد أخذت في الاعتبار الحفاظ على النمط التقليدي للقصر، حيث تمت إعادة بعض الأجزاء التي تعرضت للتغيير خلال فترات الاستعمال المتأخرة إلى ما كانت عليه في عهد الملك عبدالعزيز مثل إعادة الشُرف إلى المناطق المطلة على البهو الداخلي، واستبدال بعض الجسور الحديدية بجسور خشبية تقليدية، وشملت أعمال الترميم أيضاً أعمدة القصر وجدرانه وسقوفه وأبوابه الداخلية والخارجية، وقد استعانت مؤسسة التراث بالخبرات المحلية والعالمية في مجال ترميم المباني التراثية، وحرصت على معرفة كافة المعلومات التفصيلية من الشخصيات ذات العلاقة المباشرة بالقصر، وقد جرت أعمال الترميم وفق الآتي:
- اتخاذ كافة الاحتياطات اللازمة لتدعيم المبنى كاملاً، والتأكد من عدم انهيار جزءٌ منه أثناء العمل.
- تسجيل أبعاد مبنى القصر كاملة من الداخل والخارج، واستخدام جهاز المحطة الشاملة Total Station في أعمال الرفع المساحي للحصول على نتائج دقيقة.
- تصوير كافة عناصر المشروع من الأبواب والشبابيك والجدران تصويراً فوتوغرافياً قبل البدء في أعمال الترميم.
- ترميم الأبواب والشبابيك في ورشة خارج موقع المشروع.
- إجراء الكشف عن الممرات والجسور الخشبية بعد إزالة السقف المستعار.
- تثبيت أبراج فائدتها تدعيم الأماكن الضعيفة.
- تنفيذ أعمال الترميم في الدورين الأرضي والأول معاً في المرحلة الأولى، ومن ثم ترميم السطح والواجهات الخارجية إلى مابعد موسم هطول الأمطار.
- طلاء جدران القصر بالدورين الأرضي والأول والسطح باستخدام مواد طينية مخلوطة بالتبن مع إضافة المياه المحلاة حيث تُترك الخلطة تتخمر فترة كافية، وتوضع الطبقة النهائية من الجص في الأماكن الخارجية أعلى طبقة اللياسة الطينية بدءاً بالدور الأول ثم الأرضي، وقد أُستخدم الإسمنت الأبيض في طلاء الأعمدة الحجرية بالقصر لجودته وقوة تماسكه بين الحجر.
- ترميم الأثاث ووحدات الإضاءة القديمة خارج الموقع في ورش مجهزة حيث تمت إعادتها بعد الانتهاء من عمليات الترميم إلى الموقع كاملةً.[4]

## معرض الصور

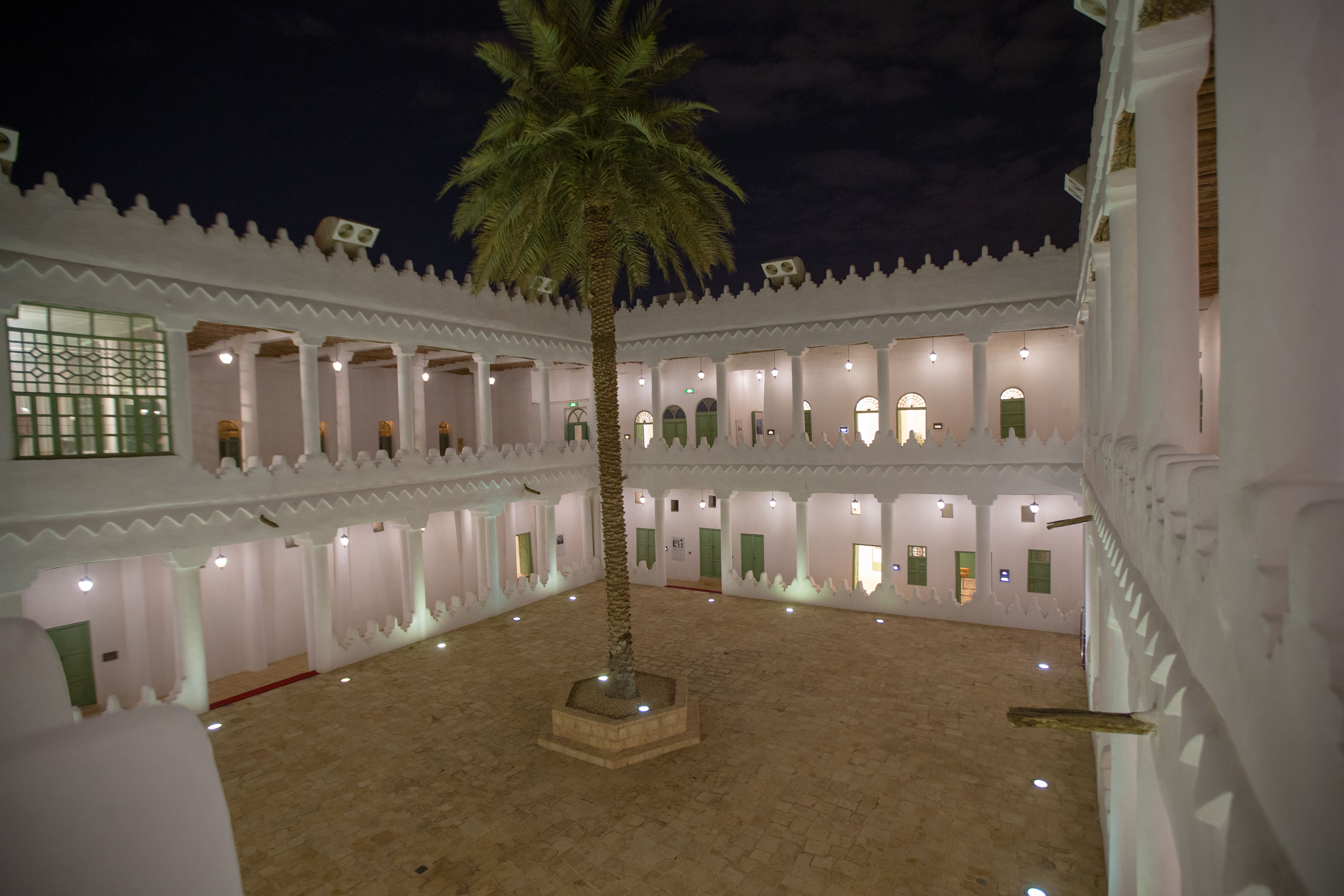
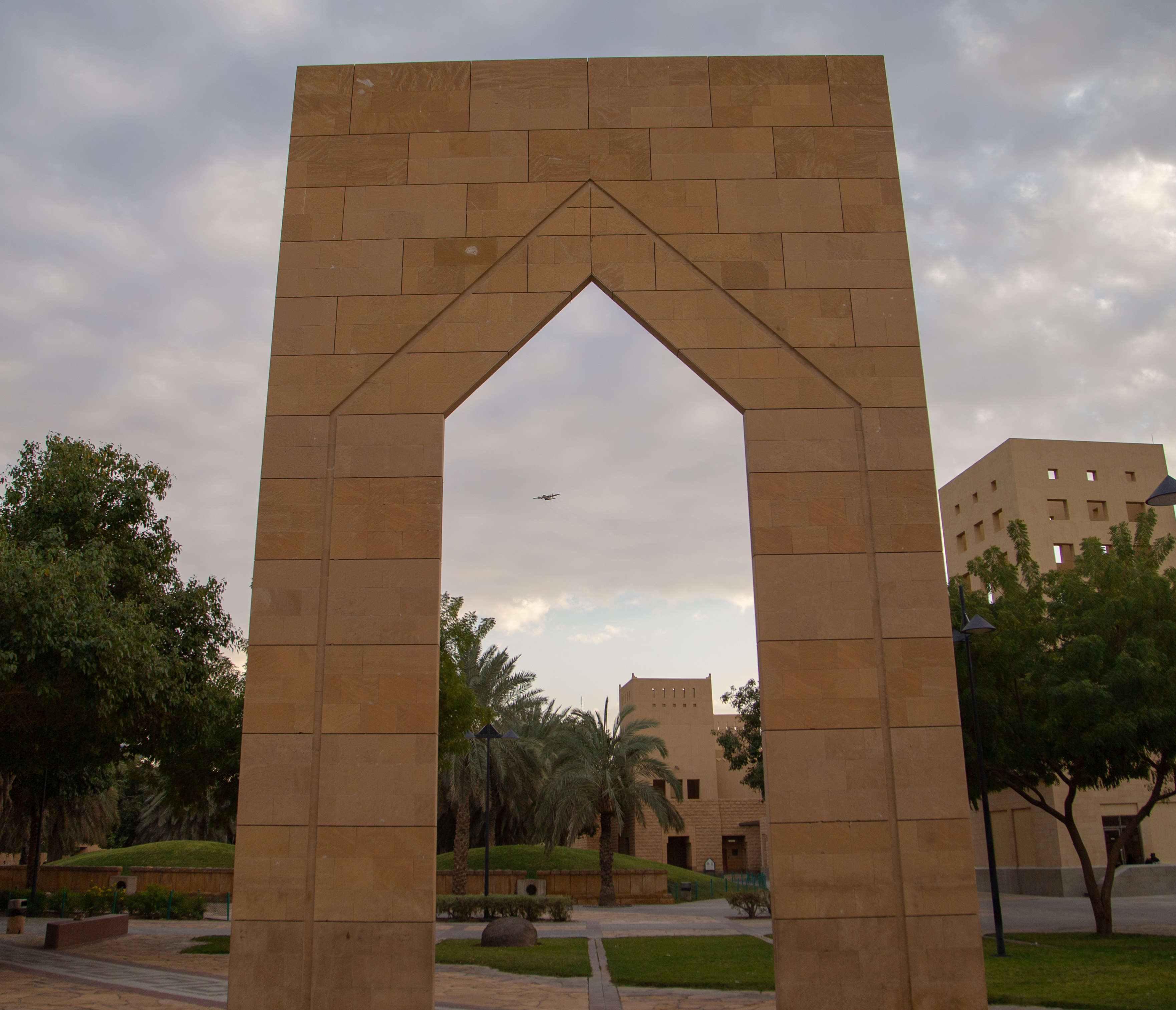
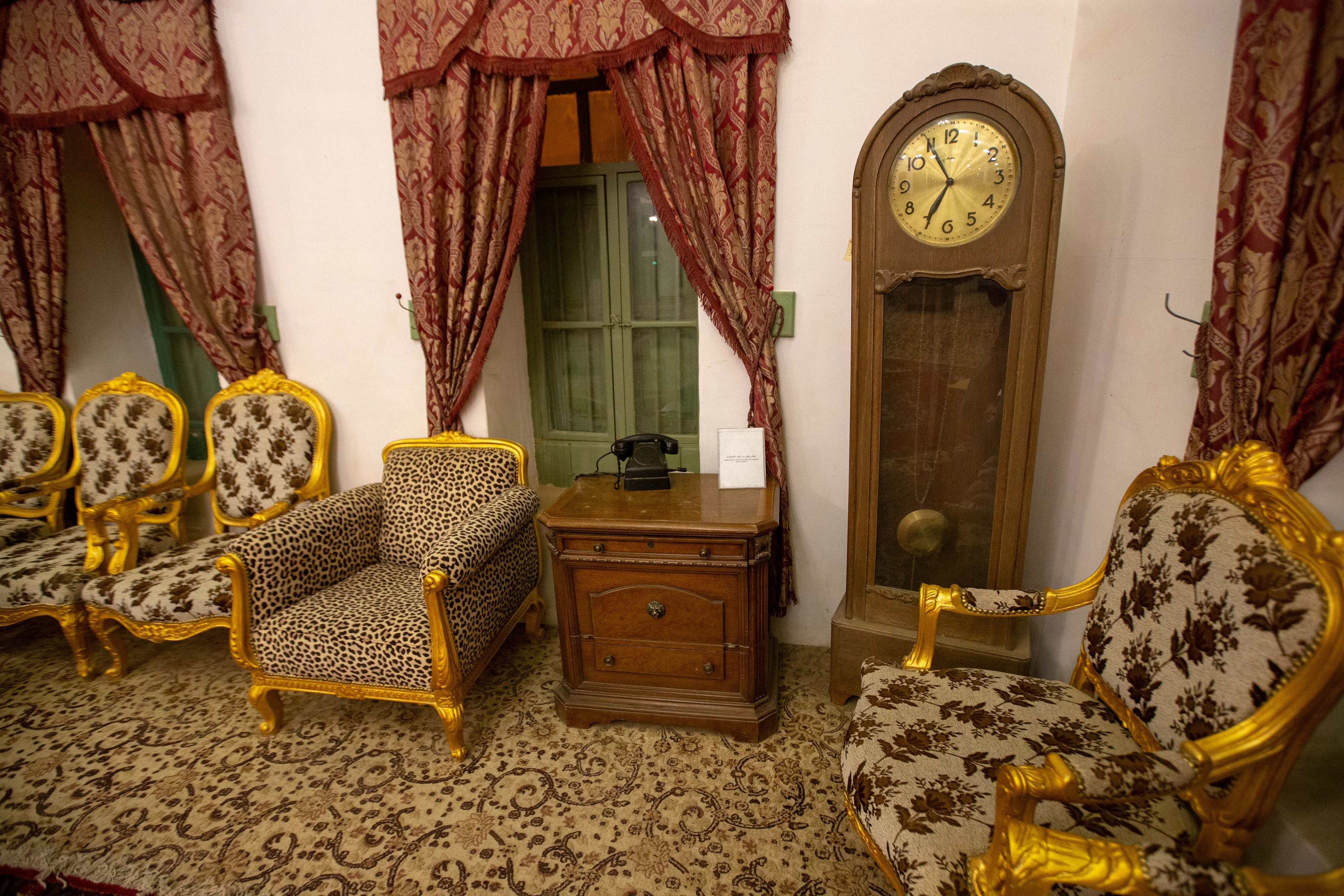
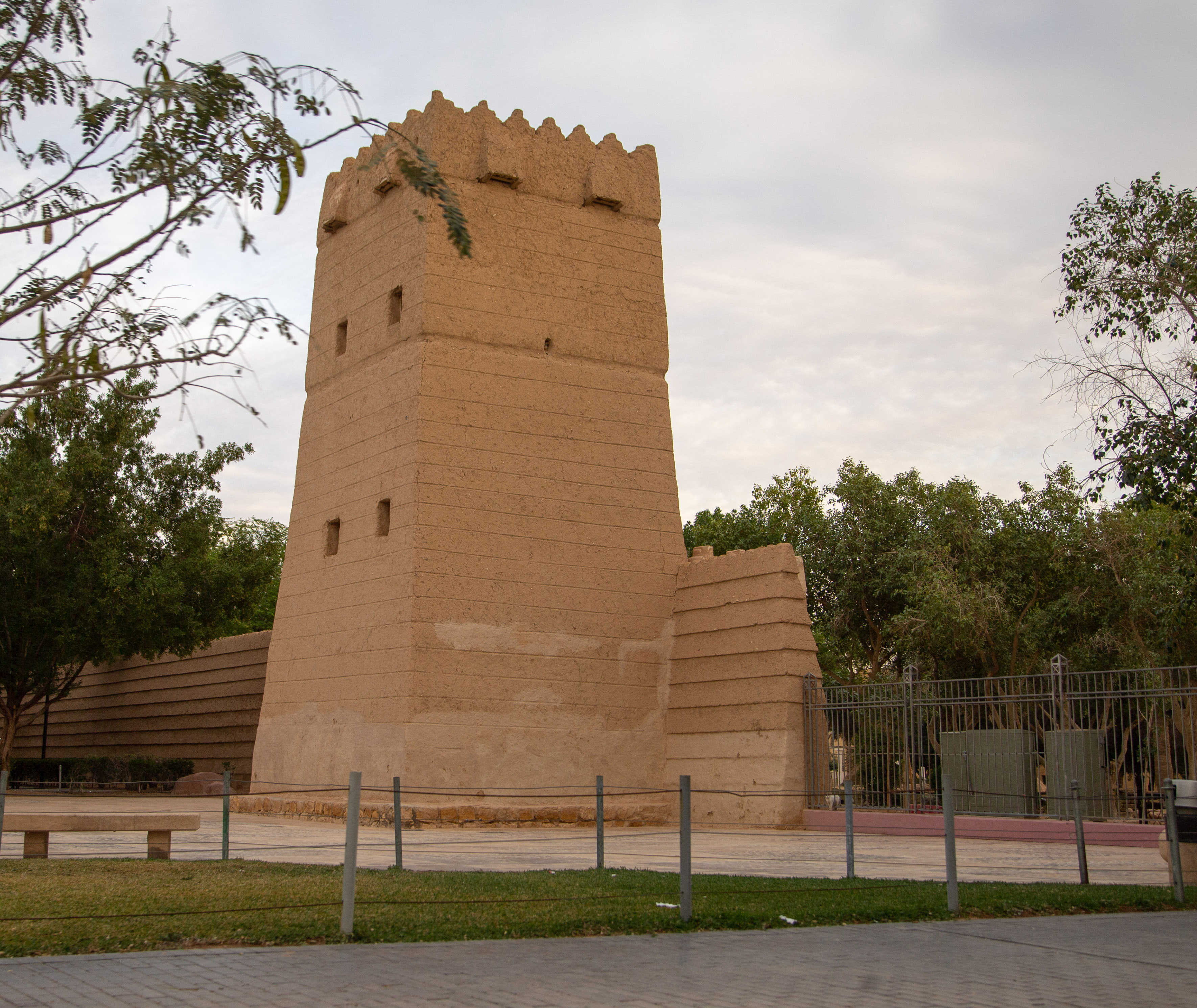
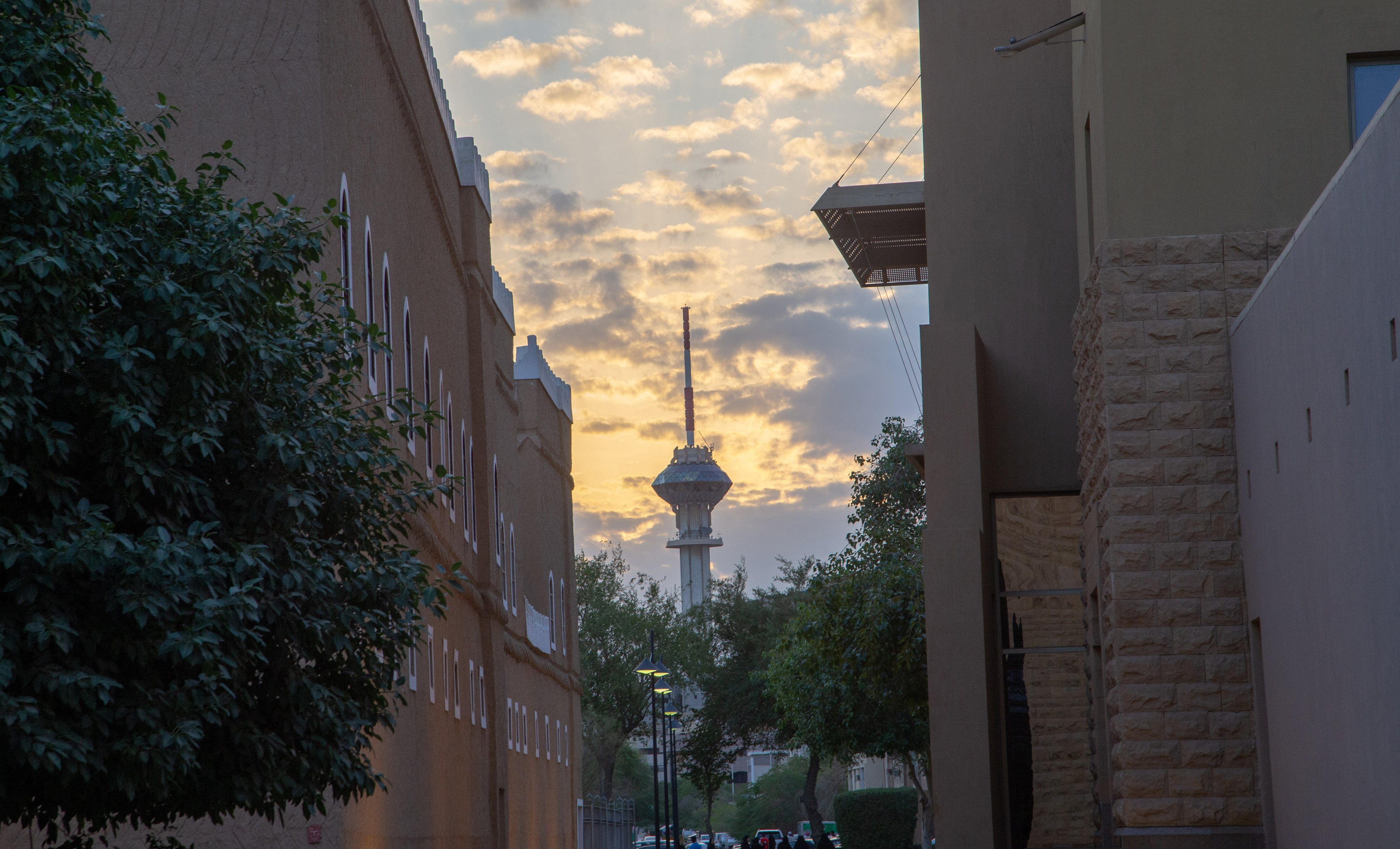
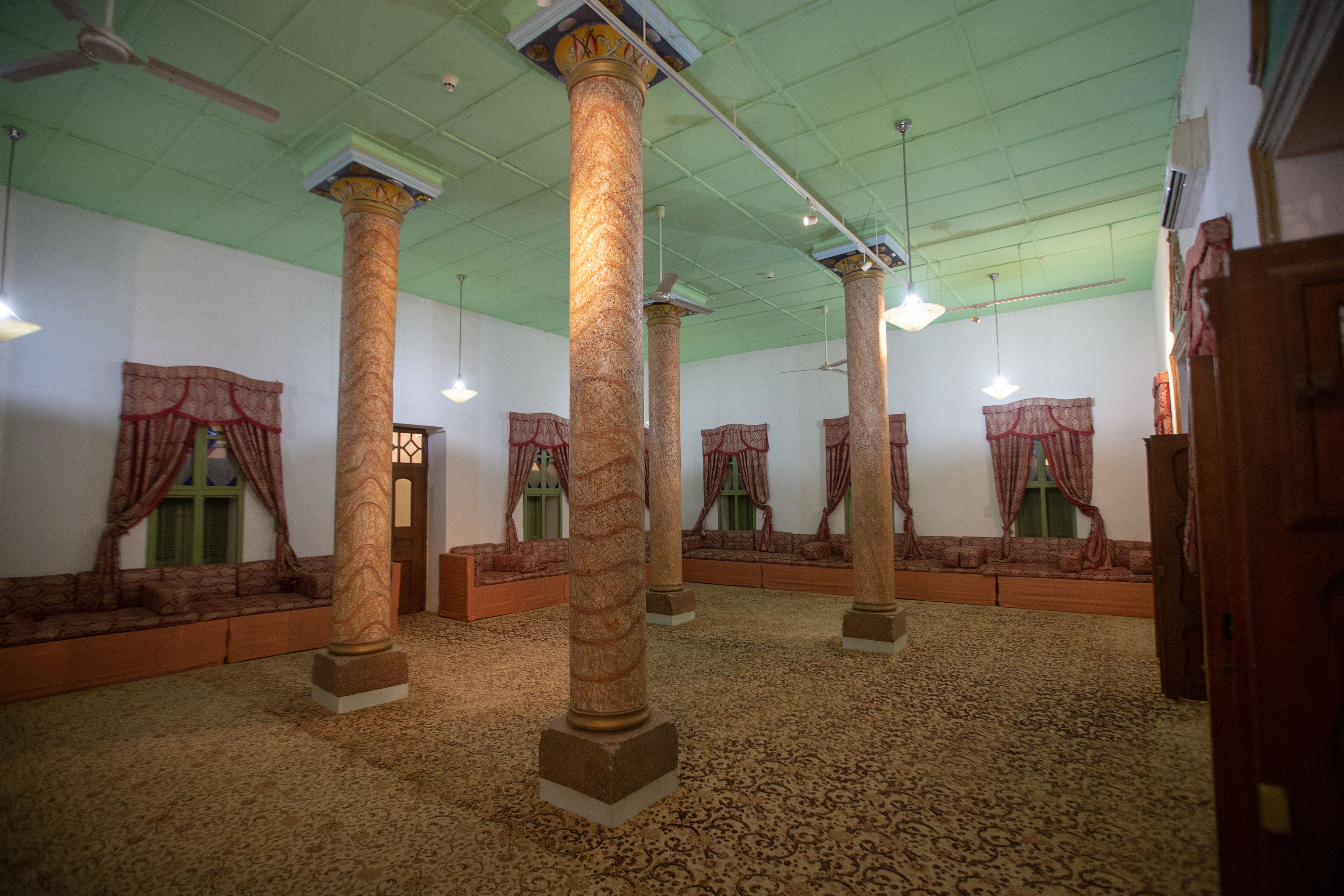
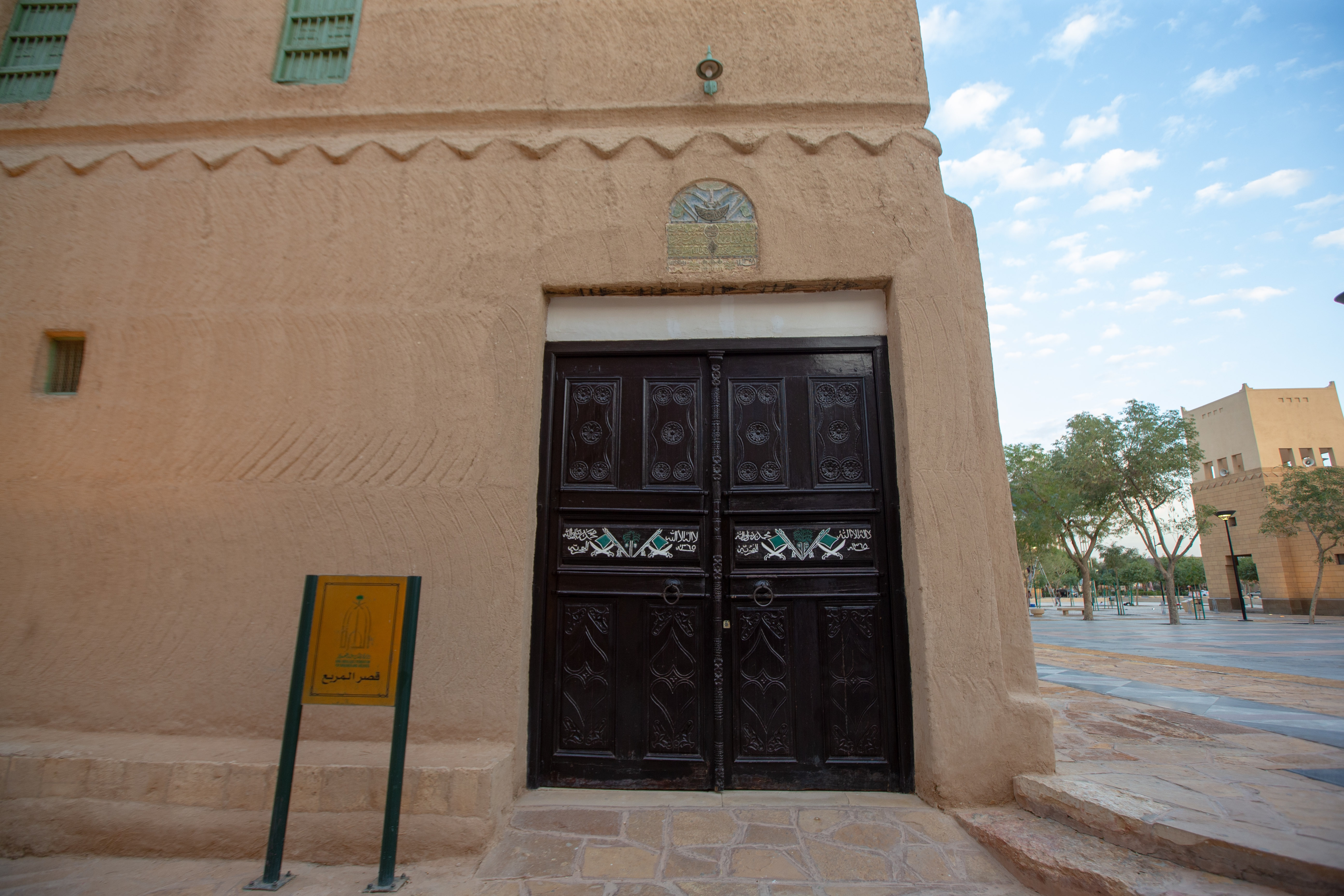
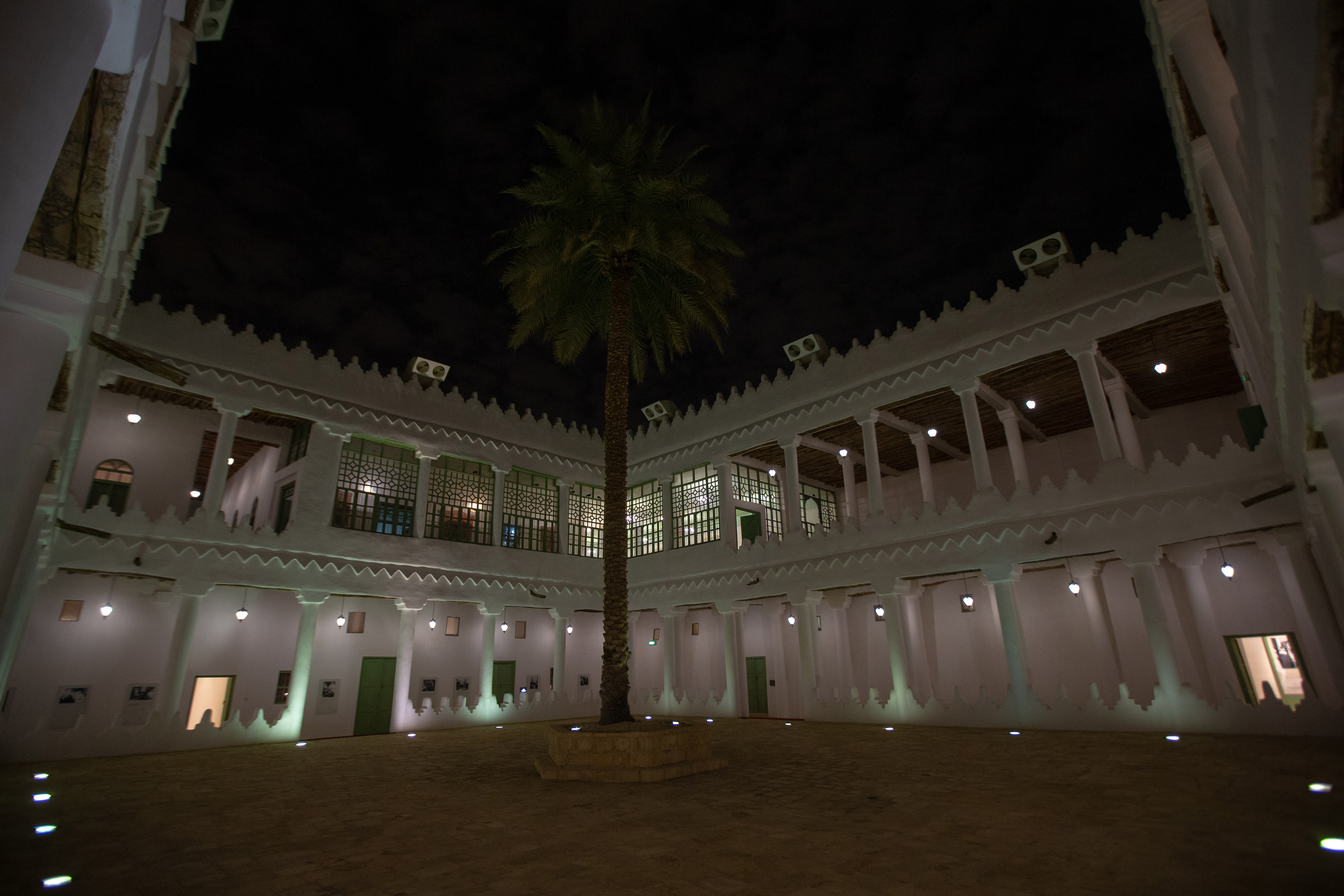
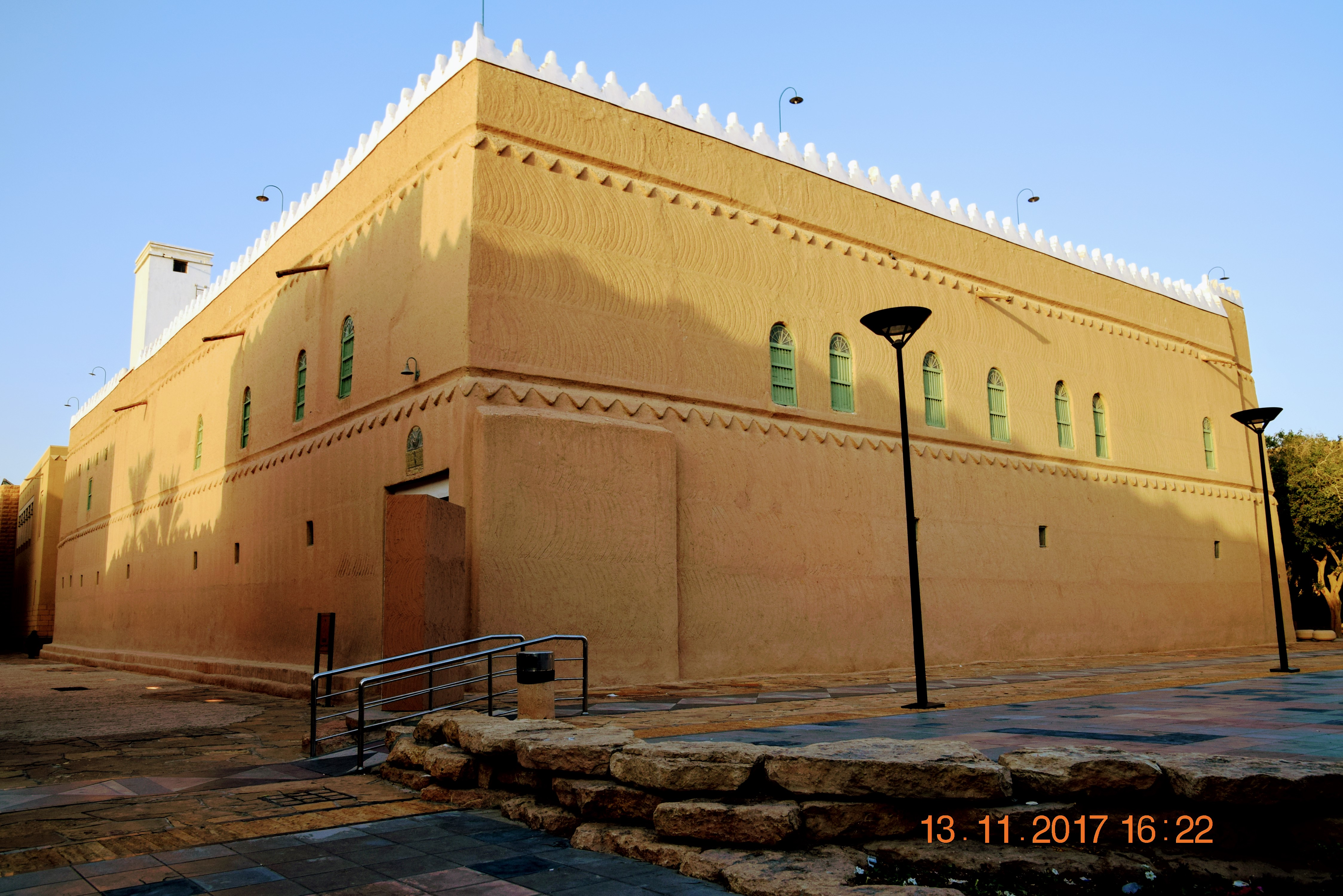
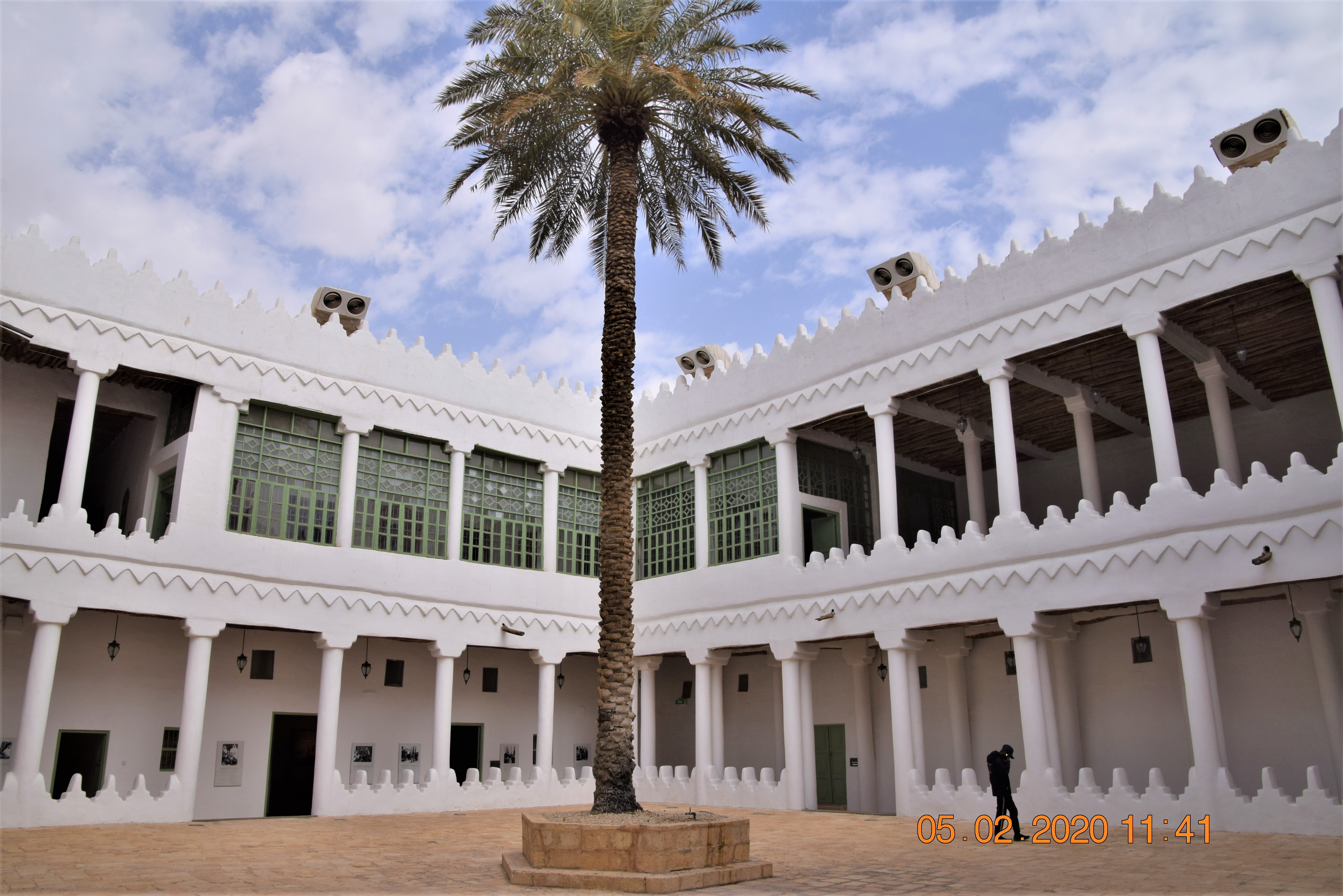

## وصلات خارجية
- المربع» .. تاريخ الوطن الحديث.
- قصر المربع تراث تليد ومعلم في عاصمة الوطن.
- قصر المربع.. عبق التاريخ وجمال العمارة النجدية.